# ماكسيمليان الثاني ملك بافاريا
ماكسيمليان الثاني ملك بافاريا (بالألمانية: Maximilian II. Joseph)‏ (و. 1811 – 1864 م) هو سياسي من ألمانيا. ولد في ميونخ.
توفي في ميونخ، عن عمر يناهز 53 عاماً.

## مناصب
تولى منصب ملك، مملكة بافاريا.

## جوائز
حصل على جوائز منها:
- فارس ترتيب الصوف الذهبي
- Order of Saint Hubert [الإنجليزية]‏.